# Sierlijke vetmuur
Sierlijke vetmuur of krielparnassia (Sagina nodosa, synoniem: Spergula nodosa) is een vaste plant die behoort tot de anjerfamilie (Caryophyllaceae). 
De soort staat op de Nederlandse Rode lijst van planten als vrij zeldzaam en sterk in aantal afgenomen. De plant komt van nature voor in Eurazië en Noord-Amerika. Sierlijke vetmuur lijkt op liggende vetmuur (Sagina procumbens), maar is iets groter en heeft slechts enkele bloemen in de oksels van de bovenste bladeren. Ook heeft sierlijke vetmuur altijd vijf kroon- en kelkbladeren in plaats van de vier tot vijf bij liggende vetmuur. Het aantal chromosomen is n = 10-12, 28 of 56.
De plant wordt 5-20 cm hoog, vormt een penwortel en heeft weinig uit één punt komende opstijgende stengels. De tegenoverelkaar staande bladeren zijn smal lijnvormig en kort stekelpuntig. De onderste bladeren zijn 5-15 mm lang en de bovenste meestal niet langer dan 5 mm. De middelste en bovenste bladeren hebben in de oksels een bundeltje bladeren staan, die kunnen afvallen en vervolgens gaan wortelen om zo voor vegetatieve vermeerdering te zorgen.
Sierlijke vetmuur bloeit van juli tot in september met witte, 6-12 mm grote bloemen. De vijf kroonbladeren zijn twee keer zo lang als de vijf kelkbladeren. De bloem heeft vijf meeldraden en een vijfstempelige stamper.
De plant komt voor op natte, voedselarme, kalkrijke grond in duinvalleien en op begroeide stranden. Kan ook in blauwgraslanden en op vochtige tot natte muren voorkomen.
De vrucht is een bijna ronde vijfkleppige doosvrucht. De donkerbruine, eivormige zaden zijn ongeveer 0,5 mm groot.

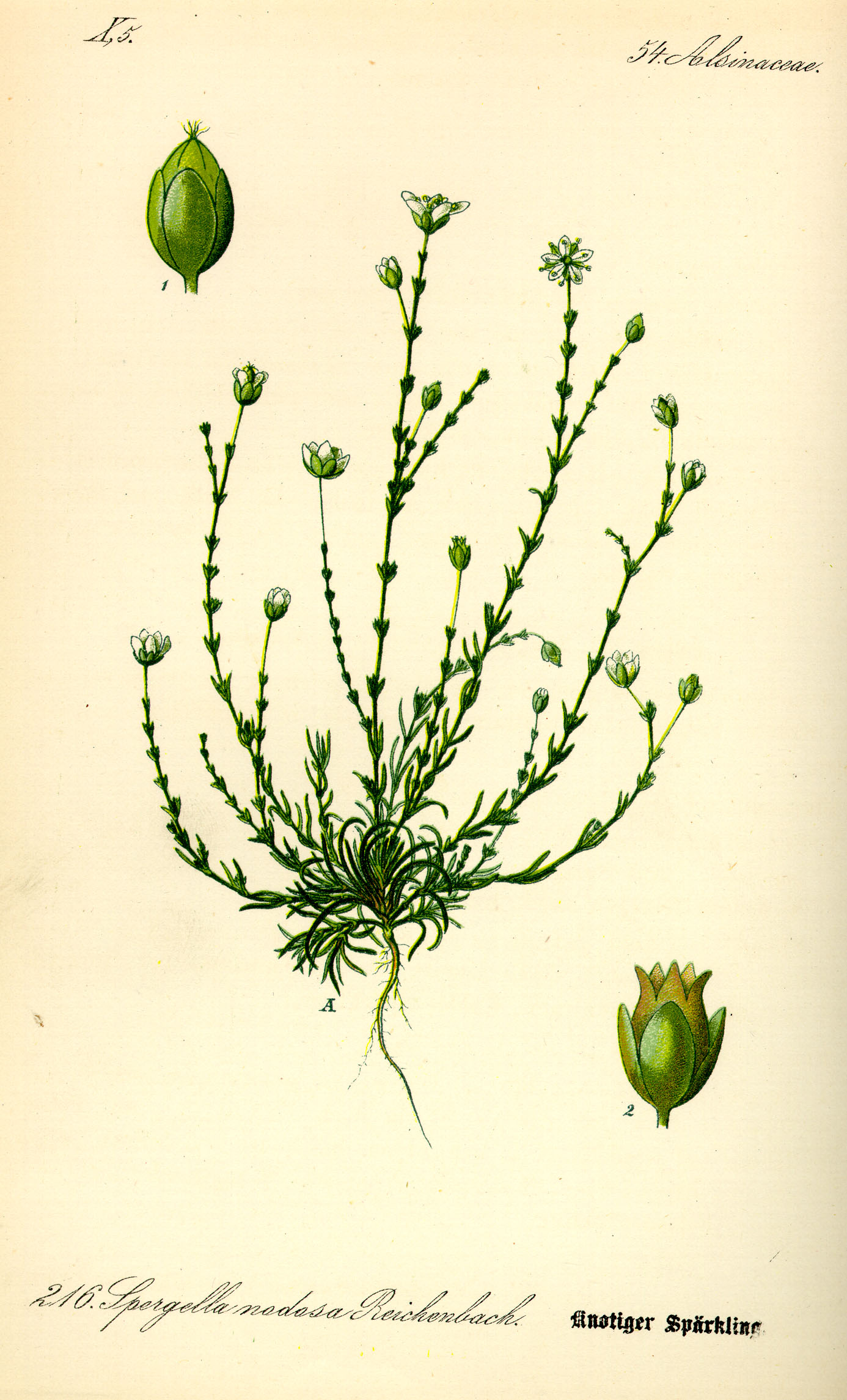
Flora von Deutschland, Österreich und der Schweiz
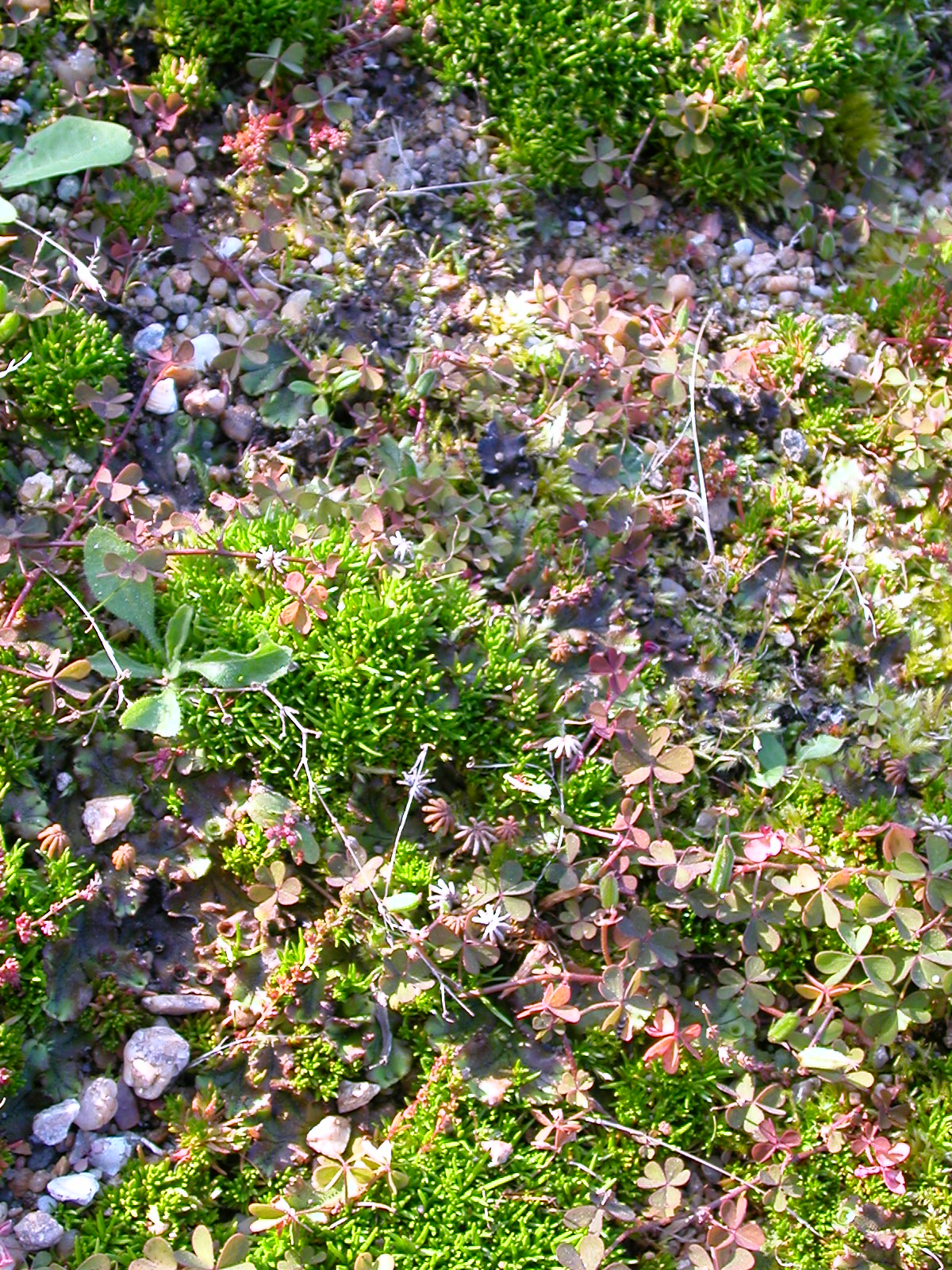
Plant
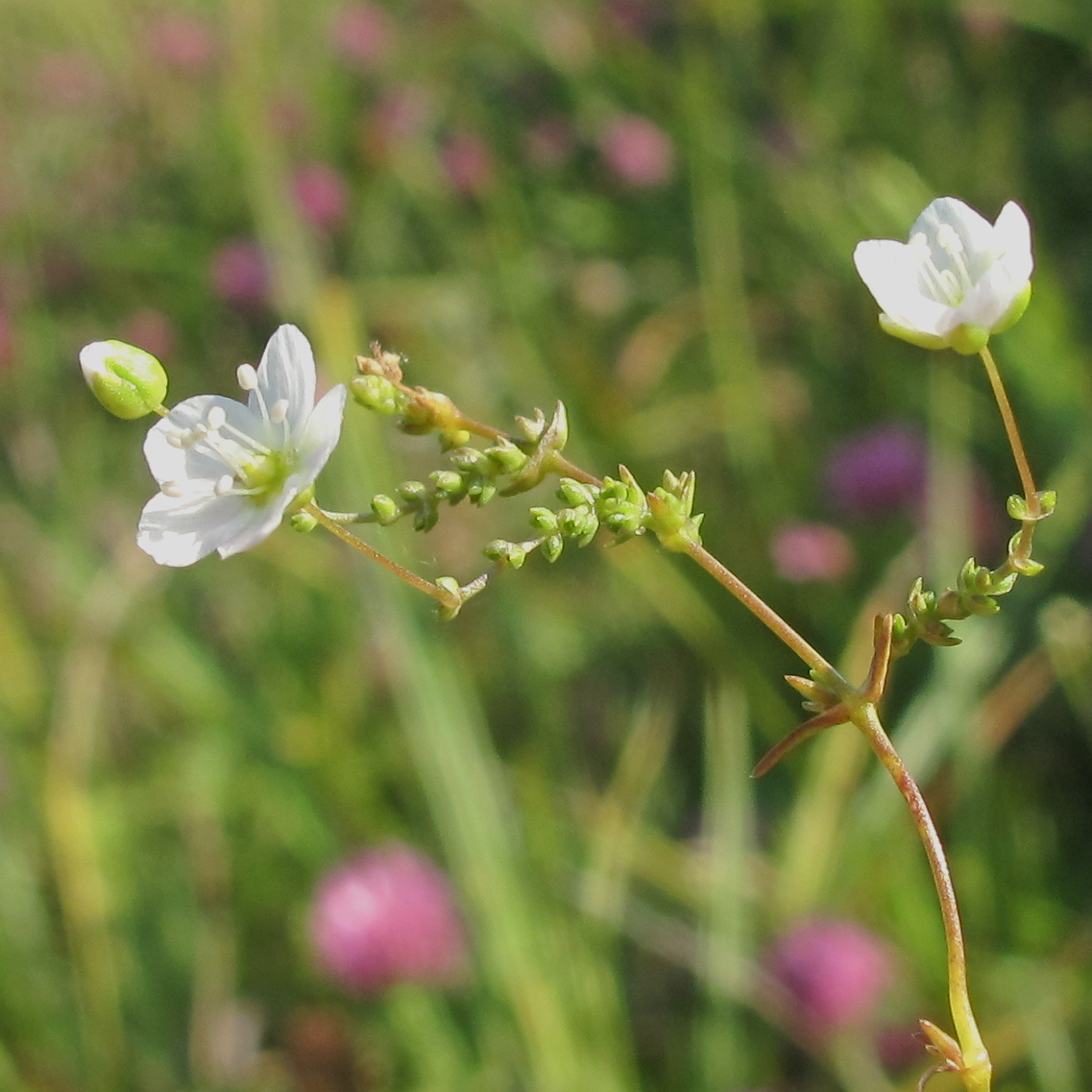
Bloeiwijze
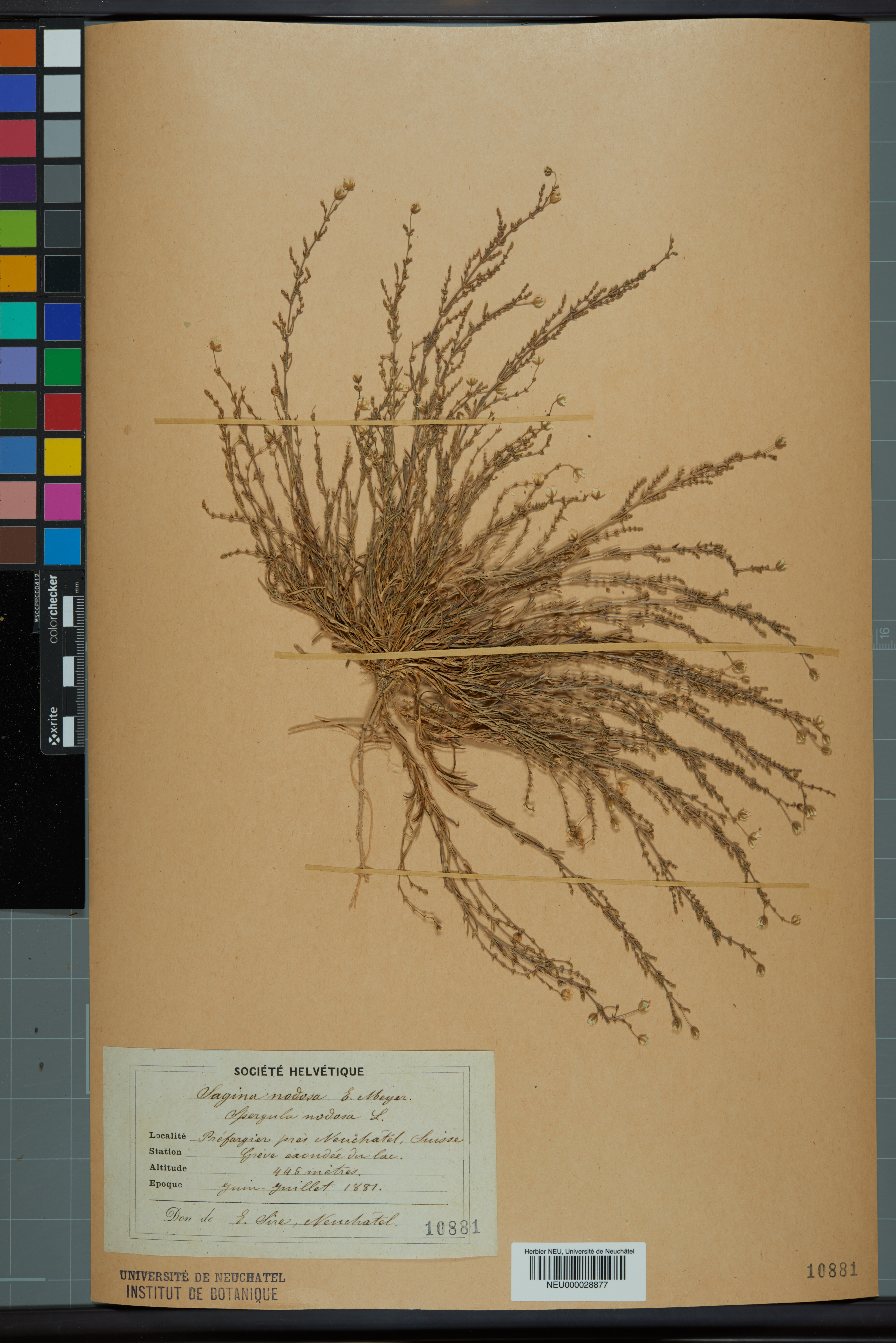
Herbariumexemplaar